# Poggio Mosconcino
Poggio Mosconcino, noto anche come Poggio alla Canonica, è una collina situata a Grosseto, presso la frazione di Roselle. 

## Geografia fisica
Il colle, alto 97 metri sul livello del mare, sorge a nord-ovest del più imponente Poggio Moscona, ed ha i propri pendii ricoperti da piantagioni di ulivi.

## Sito archeologico
Sulle pendici del poggio sono stati rinvenuti alcuni resti di una imponente chiesa romanica, la pieve di Santa Maria, forse antica cattedrale di Roselle, denominata La Canonica, che fu abbandonata in seguito al trasferimento della sede vescovile a Grosseto nel 1138.
Oltre alla cattedrale vi sono anche i resti di un castello bassomedievale, le cui origini, funzione e storia sono del tutto ignote: le uniche ipotesi sono che il castello fosse la residenza vescovile e che fosse stato costruito in seguito al decadimento dell'antica Rusellae, diventando quindi il centro della città per un breve periodo prima del 1138, ovvero prima del definitivo abbandono dopo il trasferimento del vescovo a Grosseto.